# Parlante (canción)
«Parlante» es una canción compuesta e interpretada por el músico argentino Luis Alberto Spinetta, incluido como último tema en la versión en CD del álbum Téster de violencia lanzada en 1991, octavo álbum solista y 21º en el que tiene participación decisiva.
El tema está ejecutado por Spinetta (guitarra, voz y programación), Carlos Alberto "Machi" Rufino (bajo), Juan Carlos "Mono" Fontana (teclados), Guillermo Arrom (primera guitarra), Jota Morelli (batería).

## Contexto
Spinetta venía de realizar su álbum doble junto a Fito Páez La, la, la y de sufrir que durante los recitales de presentación del álbum fueran asesinadas "las madres" de Fito Páez. Semejante situación impactó sobre la obra de ambos: mientras Fito Páez compuso y editó el álbum Ciudad de pobres corazones (1987), Spinetta por su parte expresó su dolor en Téster de violencia.
El contexto histórico de Argentina influía también en el estado emocional de Spinetta. A fines de 1983 la sociedad argentina había reconquistado la democracia y había enjuiciado y condenado a las juntas militares (1985) que cometieron crímenes de lesa humanidad durante la última dictadura. Pero en 1986 ese clima comenzó a enturbiarse cuando el Congreso sancionó la primera de las llamadas leyes de impunidad, seguida al año siguiente de la primera de las sublevaciones militares de carapintadas.

## El álbum
Téster de violencia es un álbum conceptual alrededor del tema de la violencia, que busca ir más allá de una mirada puramente moral y exterior sobre la violencia, para partir de los cuerpos de las personas, como campos en los que esa violencia actúa y a la vez es medida. Para Spinetta la violencia no es solo "lo horrible", sino la vida misma, desde el hecho mismo de nacer y enfrentar la muerte.

La temática del cuerpo, eje central de Téster de violencia, resulta novedosa para alguien como Spinetta, que durante mucho tiempo le cantó al alma, e incluso bautizó a uno de sus mejores discos como Alma de diamante. Este cambio fue simétrico, además, al hecho de que el Flaco pasó de leer con devoción las obras de Antonin Artaud (para quien el cuerpo es la cárcel del alma) a los textos de Foucault (para quien el alma es la cárcel del cuerpo).
Eduardo Berti, Spineta: crónica e iluminaciones

En el álbum desempeña un papel especialmente importante el Mono Fontana, creador de todos los arreglos de teclados.

## El tema

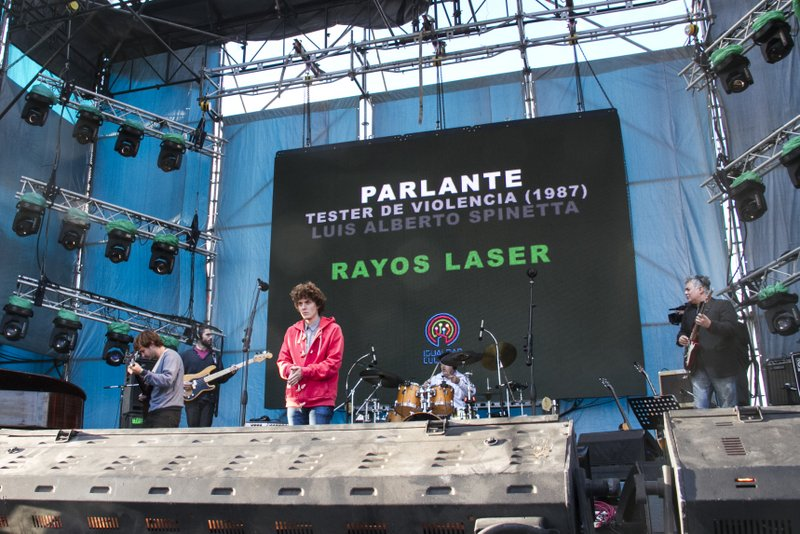
La banda Rayos Láser interpreta "Parlante" en un homenaje a Spinetta realizado en Tecnópolis en 2014.

El tema es el decimoprimer y último track del CD de Téster de violencia lanzado en 1988, un álbum conceptual alrededor del tema de la violencia. En la versión original del álbum lanzado en LP en 1988 el tema no había sido incluido. Cuenta el guitarrista Guillermo Arrom que Spinetta sacó el tema del álbum original porque "a todos nos gustó tanto" que le pareció que era "muy comercial". La banda y el equipo técnico pensaba que podía ser el primer corte del álbum.
La letra de la canción insiste en la frase "en todas partes voy buscando un parlante", hasta afirmar una convicción: "no creo en un cuerpo sin sonido". Spinetta adhería a las ideas de John Cage sobre el valor musical de los ruidos y la presencia del sonido en la naturaleza, y pocos años después él mismo publicaría una clínica musical titulada El sonido primordial:

Si nos situamos en una habitación silenciosa y empezamos a escuchar el silencio vamos a observar que nuestro propio cuerpo emite sonidos, el corazón emite pulsos, esta noción de los propios sonidos y del propio impulso de estos pulsos luego se fue transformando en música, este mundo consta de muchísimos sonidos, el sonido del sistema circulatorio, del sistema nervioso, que emiten zumbidos desde adentro del cuerpo que nosotros percibimos, nuestros huesos emiten sonidos, los hacemos hasta castañeteando los dientes.
Luis Alberto Spinetta, El sonido primordial (1990)

En la canción Arrom interpreta cinco guitarras (acústica, española, eléctrica con distorsión, eléctrica con pedal de volumen y otra que no recuerda).